# Résurrection (film, 1999)
Pour les articles homonymes, voir Résurrection (homonymie).
Pour plus de détails, voir Fiche technique et Distribution.
Résurrection (Resurrection) est un film américano-canadien réalisé par Russell Mulcahy et sorti en 1999.

## Synopsis
À Chicago, l'inspecteur John Prudhomme, hanté par la mort accidentelle de son fils un an auparavant, est envoyé avec son partenaire Andrew Hollinsworth sur les lieux d'un crime sauvage. La victime a en effet été amputée d'un bras et porte des chiffres romains gravés dans la chair. Prudhomme privilégie d'emblée la piste d'un tueur en série. Les jours qui suivent lui donnent raison : d'autres corps sont en effet découverts, tous mutilés et marqués de chiffres romains. Dans l'espoir de mettre le plus rapidement possible hors d'état de nuire le tueur en série, le capitaine Whippley demande aux deux inspecteurs d'accepter de collaborer avec l'agent Wingate, profiler du FBI.

## Fiche technique
- Titre original : Resurrection
- Titre français : Résurrection
- Réalisation : Russell Mulcahy
- Scénario : D'après une histoire de Yann Saint-Pé et Christophe Lambert, Brad Mirman
- Photographie : Jonathan Freeman
- Musique : Jim McGrath
- Montage : Gordon McClellan
- Décors : Tim Boyd
- Production : Christophe Lambert, Howard Baldwin, Patrick D. Choi et Nile Niami
- Sociétés de production : Interlight, Baldwin/Cohen Productions et Resurrection Productions Inc.
- Distribution : Acteurs auteurs associés / Lolistar (France), Columbia TriStar Home Video (États-Unis)
- Genre: Horreur, Mystère, Thriller.
- Pays de production :  États-Unis,  Canada
- Langues originales : anglais, français
- Budget : 10 millions de dollars[1]
- Format : Couleurs - 1,85:1 - 35 mm - Son Dolby Digital
- Durée : 108 minutes
- Dates de sortie :
  - Belgique : mars 1999 (festival international du film fantastique de Bruxelles)
  - États-Unis : 24 mai 1999
  - France : 12 janvier 2000
- Interdit aux moins de 16 ans.

## Distribution
- Christophe Lambert (VF : lui-même) : l'inspecteur John Prudhomme
- Leland Orser (VF : Stéphane Ronchewski) : l'inspecteur Andrew Hollinsworth
- Robert Joy : Gerald Demus
- Ray Vernon (VF : Patrick Laplace) : l'agent Wingate
- Barbara Tyson : Sara Prudhomme
- Rick Fox (VF : Thierry Desroses) : Scholfield
- David Cronenberg : le père Rousell
- Jonathan Potts  (VF: Daniel Lafourcade) : l'inspecteur Moltz
- Peter MacNeill  (VF: Hervé Jolly) : le capitaine Whippley
- Philip Williams : l'inspecteur Rousch
- Jayne Eastwood : Dolores Koontz
- David Ferry (VF : Patrice Baudrier) : M. Breslauer
- Chaz Thorne : David Elkins
- Darren Enkin : John Ordway

## Production
Russell Mulcahy avait déjà dirigé Christopher Lambert dans les deux premiers volets de la saga Highlander et le scénariste Brad Mirman a participé à l'écriture de Highlander 3 (1994). Les trois hommes se retrouvent en rendez-vous professionnel à Los Angeles pour un film mais parlent alors d'un tout autre projet, qui deviendra Résurrection. Ils sont tous les trois très emballés et abandonnent le premier film prévu.
Le tournage a lieu à principalement à Toronto (Metropolitan United Church, gare Union, Victoria Street) — bien que l'action se déroule à Chicago —, ainsi qu'à La Nouvelle-Orléans. Seuls quelques plans sont réellement tournés à Chicago (notamment sur Lake Street, le Loop, etc.), comme l'explique le réalisateur Russell Mulcahy : « On a réalisé le tournage à Toronto, puis tourné à Chicago pendant une journée, pour quelques plans d'extérieurs. C'est la politique du Hollywood des années 90 ! (...) Vous savez, filmer au Canada, aux États-Unis, en Angleterre ou en Australie, c'est pareil, pour peu que les gens parlent anglais ! »

## Sortie et accueil

### Dates de sortie
Le film devait initialement être plus violent, comme l'explique le réalisateur « Sortir de la norme, choquer. C'était ma "lecture" de ce scénario. J'avais envie de filmer Résurrection comme on filmerait un cauchemar ! Je pense que les gens aiment avoir des frissons avec un thriller, de même qu'ils adorent rire avec une comédie. L'important, c'est que les films ne laissent pas les spectateurs indifférents ! » Le film devait initialement être classifié NC-17 aux États-Unis (interdit aux enfants de moins de 17 ans) mais certaines séquences sont allégées et le film n'est finalement classé que R (les moins de 17 ans doivent être accompagnés d'un adulte).
Le film sort en salles dans la plupart des pays mais directement en vidéo aux États-Unis.

### Accueil critique
Le film reçoit des critiques partagées. Sur l'agrégateur américain Rotten Tomatoes, il récolte 17% d'opinions favorables pour 6 critiques et une note moyenne de 4,83⁄10.
En France, le film obtient une note moyenne de 2,3⁄5 sur le site Allociné, qui recense 15 titres de presse. Du côté des avis positifs, on peut lire sur le site Chronic'art : « Russell Mulcahy et son équipe méritent haut la main le grand prix de la pompe (...). Avouons-le tout de même : malgré sa malhonnêteté crasse, Résurrection demeure un thriller efficace ».
Jean-François Rauger du Monde est moins positif : « L'avalanche de clichés, le plagiat pur et simple de films déjà existants (...), les approximations grotesques du scénario, la prétention formelle de l'image empêchent Résurrection de remplir un contrat minimum avec le spectateur ». Vincent Ostria de L'Humanité écrit « que le grand cinéaste David Cronenberg, qui joue ici un tout petit rôle, cautionne par son nom, mis en tête d'affiche, ce nanar singeant Seven et X-Files, cela reste incompréhensible ». D'autres critiques pointent du doigt les similitudes avec Seven de David Fincher : celle de Libération (« Christophe Lambert (...) a loué pour une durée indéterminée la cassette de Seven et n'a même pas essayé de faire semblant de ne pas recopier séquence par séquence le film-culte de David Fincher »), celle de Première (« triste synthèse de tous les thrillers inspirés par Seven ») ou encore celle parue dans Télérama (« à quelques variantes près, Résurrection en reproduit sans vergogne les personnages, l'histoire, l'ambiance, les trouvailles, mais jamais l'efficacité »).

### Box-office
Côté box-office, le film n'enregistre que 408 148 entrées en France.